# Nuklid
Nuklid je látka složená z atomů totožného prvku, které mají stejná nukleonová čísla.
Prvky se v přírodě vyskytují většinou jako směs různých izotopů (různých nuklidů stejného prvku). Například uhlík se vyskytuje jako směs izotopu 12C a izotopu 13C, proto je v tabulkách uváděna relativní atomová hmotnost uhlíku jako 12,011 a nikoli přesných 12,000, jak by odpovídalo izotopu 12C podle definice unifikované atomové hmotnostní jednotky. Pokud bychom tedy v přírodě odebrali vzorek „průměrného“ uhlíku, pak by jeho převážná část (98,892 % atomů) byla tvořena izotopem 12C, který sám má relativní atomovou hmotnost přesně 12 – jelikož právě atom tohoto nuklidu je používán k měření hmotnosti jiných atomů, protože atomová hmotnostní jednotka je definována jako 1/12 jeho klidové hmotnosti. Nicméně část tohoto vzorku (1,108% atomů) by byla tvořena izotopem 13C, který by měl hodnotu relativní atomové hmotnosti 13,0379. Relativní atomová hmotnost celé takové směsi bude tedy odpovídat hodnotě v tabulkách (12,011) stanovené pro uhlík s průměrným izotopickým složením, jelikož konkrétní přírodní vzorek uhlíku se může izotopickým složením více či méně od průměru odlišovat.
Jiný příklad: Standardní chemicky čistá voda (pomocí jejíhož trojného bodu je např. definována jednotka kelvin) je tvořena nuklidy 1H, 2H, 16O a 18O; poměr těžších izotopů je přitom 0,16 milimolu deuteria 2H na 1 mol vodíku 1H a 0,4 milimolu kyslíku 18O na 1 mol kyslíku 16O. Je to stejné izotopické složení jako u vody v oceánech, přičemž se jedná o nejvyšší zastoupení těžších izotopů, se kterým se lze u vody v přírodě na Zemi setkat.

## Názvy a značení nuklidů
Atomová a jaderná fyzika a související normy pro fyzikální veličiny a značky doporučují ve slоvním vyjádření názvu nuklidu uvádět za názvem prvku mezerou oddělené nukleonové číslo, např.:
- uran 235

Chemické příručky a normy zpravidla doporučují připojit nukleonové číslo k názvu prvku spojovníkem, např.:
- uran-235

Značení nuklidů je sjednocené: značku nuklidu tvoří chemická značka prvku, ke které je jako levý horní index připojeno nukleonové číslo, např.:
- 235U

Speciální názvy a značky nuklidů připouštějí současné normy pouze u dvou izotopů vodíku, a to:
- deuterium, značka D, pro 2H,
- tritium, značka T, pro 3H,

přičemž normami preferovanou variantou je 2H, resp. 3H.

## Související pojmy
- Odlišné nuklidy jednoho prvku se nazývají izotopy (například 235U a 238U). Jádra jednotlivých izotopů se obvykle liší svou stabilitou.
- Nuklidy, které mají stejné nukleonové číslo, ale různé atomové číslo (například 40Ar a 40K), se nazývají izobary.
- Nuklidy, které se shodují v počtu neutronů v jádře (například 15N a 16O), se nazývají izotony.
- Nestabilní nuklidy podléhající radioaktivní přeměně se nazývají radionuklidy.

## Podobné názvy
- Nukleosid
- Nukleotid